# Baron Ashburton
Baronowie Ashburton 1. kreacji (parostwo Wielkiej Brytanii)
- 1782–1783: John Dunning
- 1783–1823: Richard Dunning, 2. baron Ashburton

Baronowie Ashburton 2. kreacji (parostwo Zjednoczonego Królestwa)
- 1835–1848: Alexander Baring (1. baron Ashburton)
- 1848–1864: William Bingham Baring, 2. baron Ashburton
- 1864–1868: Francis Baring, 3. baron Ashburton
- 1868–1889: Alexander Hugh Baring, 4. baron Ashburton
- 1889–1938: Francis Denzil Edward Ashburton, 5. baron Ashburton
- 1938–1991: Alexander Francis St Vincent Baring, 6. baron Ashburton
- 1991 -: John Francis Harcourt Baring, 7. baron Ashburton

Następca 7. barona Ashburton: Mark Francis Robert Baring